# Umar Eshmurodov
Umarbek Yusuf oʻgʻli Eshmurodov meglio conosciuto come Umar Eshmurodov (Koson, 30 novembre 1992) è un calciatore uzbeko, difensore del Nasaf Qarshi e della nazionale uzbeka.

## Carriera

### Club
Ha giocato nella prima divisione uzbeka.
Nella stagione 2024-2025 ha giocato in Malesia con il Selangor FC, prima di fare ritorno in patria.

### Nazionale
Nel 2020 ha esordito nella nazionale maggiore uzbeka contro la Bielorussia. Nel 2023 ha partecipato alla Coppa d'Asia.

## Palmarès

### Club

#### Competizioni nazionali
- Uzbekistan First League: 1

Shortan: 2014
- Oʻzbekiston PFL kubogi: 1

Shortan: 2015
- Coppa d'Uzbekistan: 3

Nasaf Qarshi: 2021, 2022, 2023
- Supercoppa dell'Uzbekistan: 2

Nasaf Qarshi: 2023, 2025